# 1314 w polityce

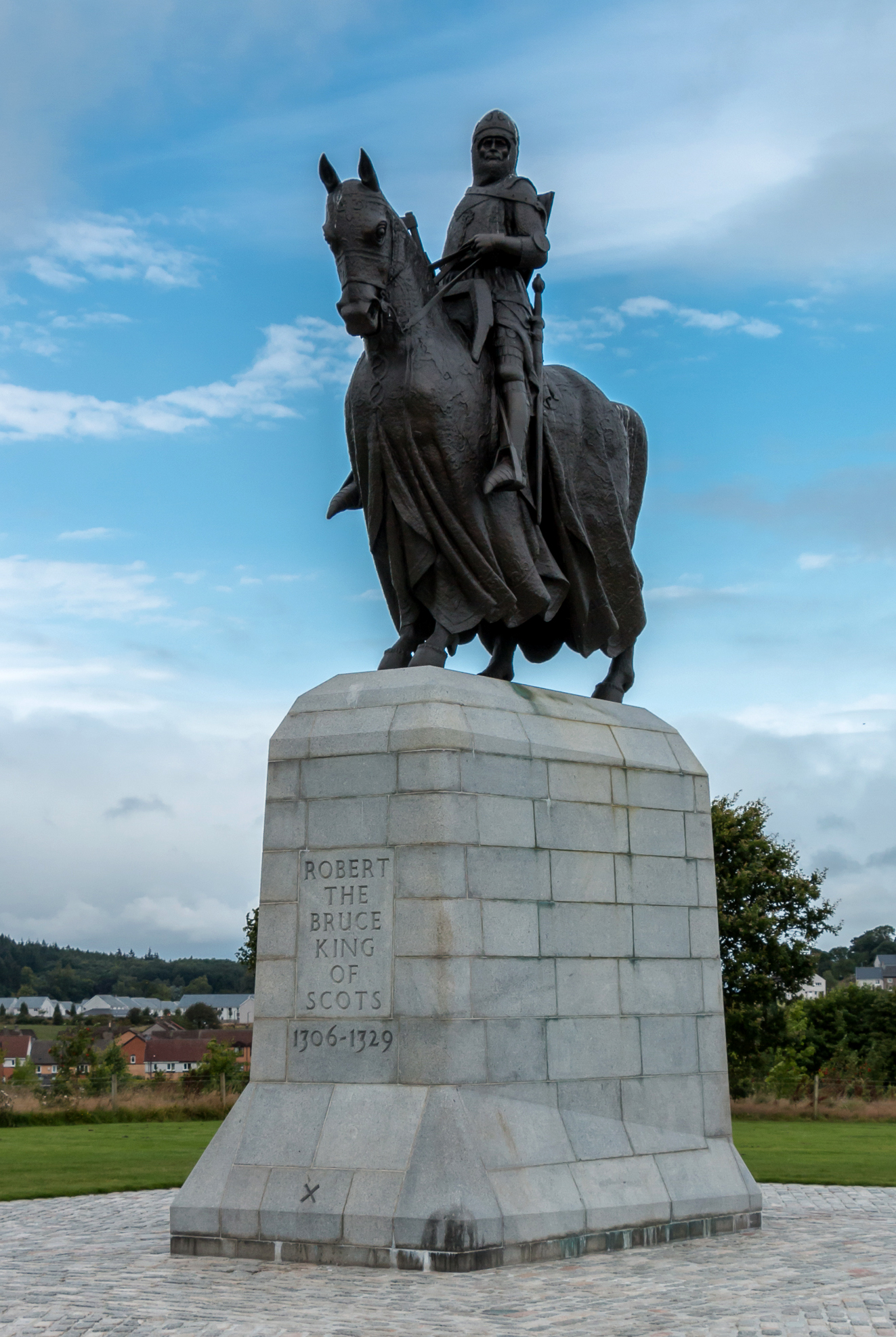
Pomnik Roberta Bruce’a pod Bannockburn

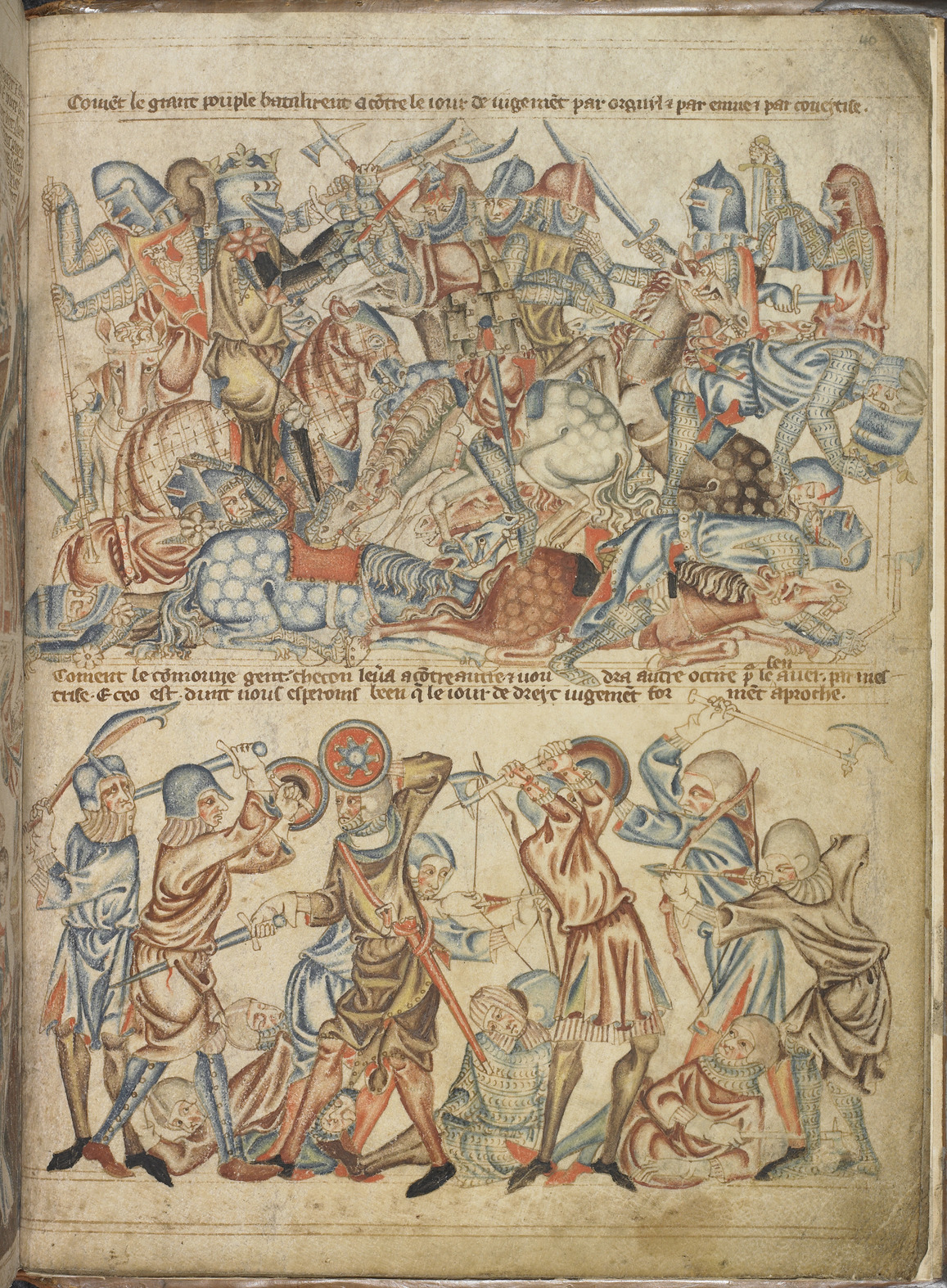
Bitwa pod Bannockburn

Wydarzenia polityczne w 1314 roku.

## Wydarzenia
- 18 marca lub 19 marca Jacques de Molay, ostatni wielki mistrz Zakonu templariuszy, zostaje spalony na stosie[1].
- 23 czerwca–24 czerwca Bitwa pod Bannockburn[2][3][4]. Siły szkockiego króla Roberta I Bruce’a[5][6]  pokonują armię angielskiego władcy Edwarda II[7]. Zwycięstwo Szkotów przyczyniło się do uzyskania przez nich niepodległości, potwierdzonej traktatem w Northampton w 1328[2].
- 19 października podwójna elekcja w Niemczech (wybrano Fryderyka Habsburskiego i Ludwika Wittelsbacha) - początek wojny domowej[8][9].
- Początek panowania we Francji Ludwika X (do 1316)[9].
- Początek panowania w Gruzji Jerzego Wspaniałego (zrzucił rządy mongolskie)[10].
- Władysław Łokietek opanował Wielkopolskę[8].

## Zmarli
- 4 marca Jakub Świnka, arcybiskup gnieźnieński[11].
- Filip IV Piękny, król Francji[12].
- Klemens V, papież.